# Ihi (divinità)
Ihi ossia "Horus che unisce le Due Terre", era il nome greco della divinità egizia Hor-sma-tawy,
| G5 | F36 | N16 · N16 · N21 · N21 |

ḥr sm3 t3wy
chiamato anche Harsomtus, ed erede della regalità divina il cui centro di maggior culto era il tempio di Hathor a Dendera.

Ihi

Come tutte le antiche divinità, apparteneva ad una triade come figlio di Hathor e di Horus di Behedet ed era forma sincretica di Harsiesi e di Horo dal quale si differenziava per essere contemporaneamente dio-padre e dio-figlio (Tosi).
Ogni anno nel tempio avvenivano solenni celebrazioni rievocanti le nozze tra Horus e Hathor "Figlia di Ra" e dove vi sono le rappresentazioni più importanti dell'infante Harsomtus detto anche Ihi.
Una scena riproduce Ptah che conduce il sovrano defunto davanti alla triade ed il fanciullo è rappresentato mentre suona un sistro in segno di giubilo divenendo così successivamente il dio della musica, venerato fin dall'Antico Regno.
Un'altra raffigurazione mostra il concepimento di Harsomtus, identico alla genesi di Horo, con la madre Iside che sotto le sembianze di avvoltoio sovrasta il corpo di Osiride per riceverne il seme.
Vicino al tempio, nell'edificio di epoca romana del Mammisi o Casa della nascita dedicato ad Harsomtus e simboleggiante il luogo della nascita del bambino divino, vi sono numerosi bassorilievi che lo ritraggono unitamente a Bes, dio preposto al matrimonio ed al parto ed anche nel secondo mammisi della XXX dinastia, ed ampliato in età tolemaica, i fregi hanno per tema la nascita del dio.
Veniva anche raffigurato come un fanciullo, personificazione del dio sole infante, posto sopra il fiore di loto primordiale.

## Altri nomi
- Harsomtu
- Harsomtus
- Ehi
- Ahi

## Galleria d'immagini

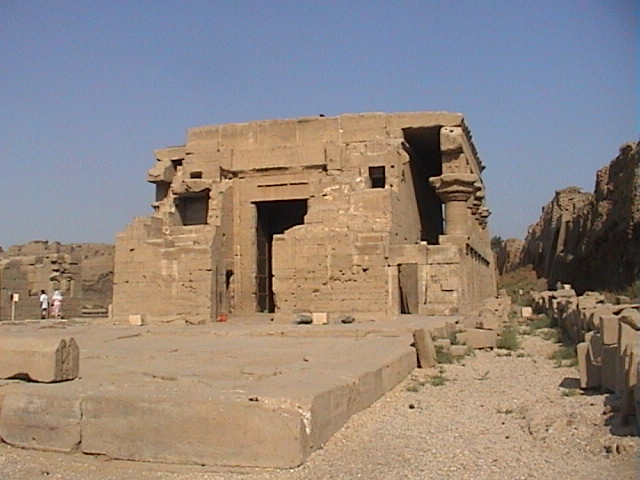
Mammisi di età romana
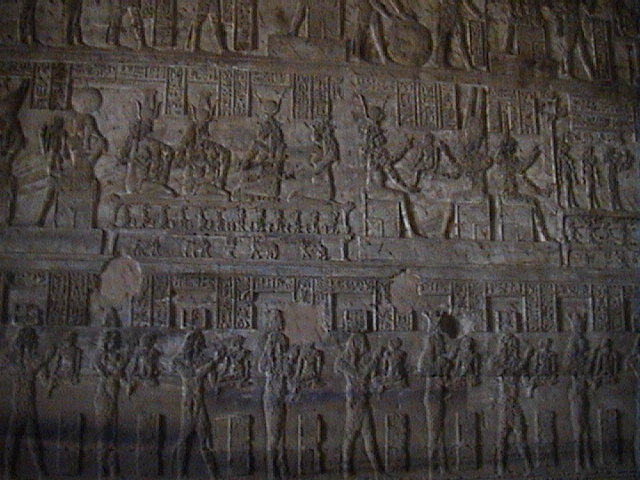
Figurazioni all'interno del mammisi con scene della nascita di Harsomtus
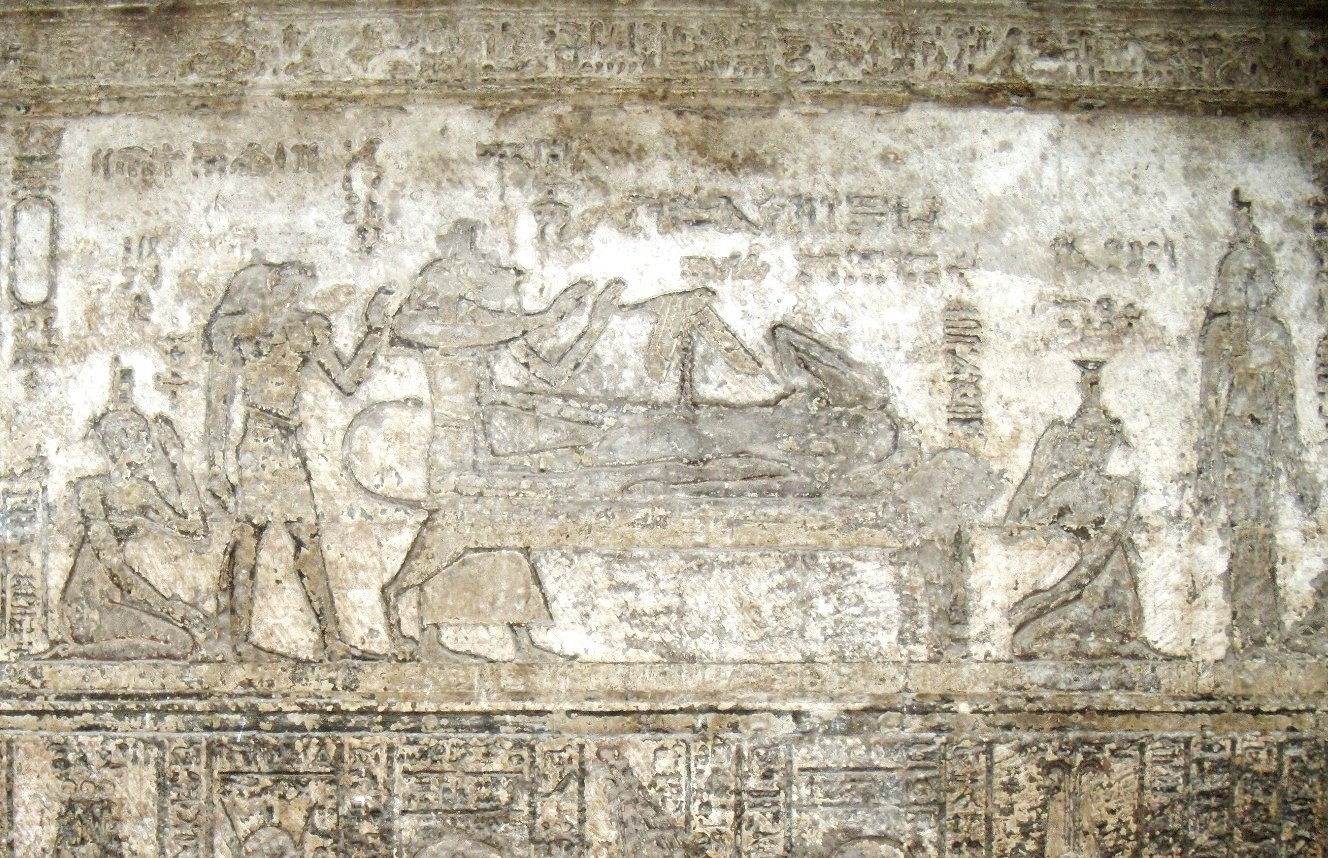
Osiride su letto funerario, compianto da Hathor mentre Iside ha la forma di avvoltoio
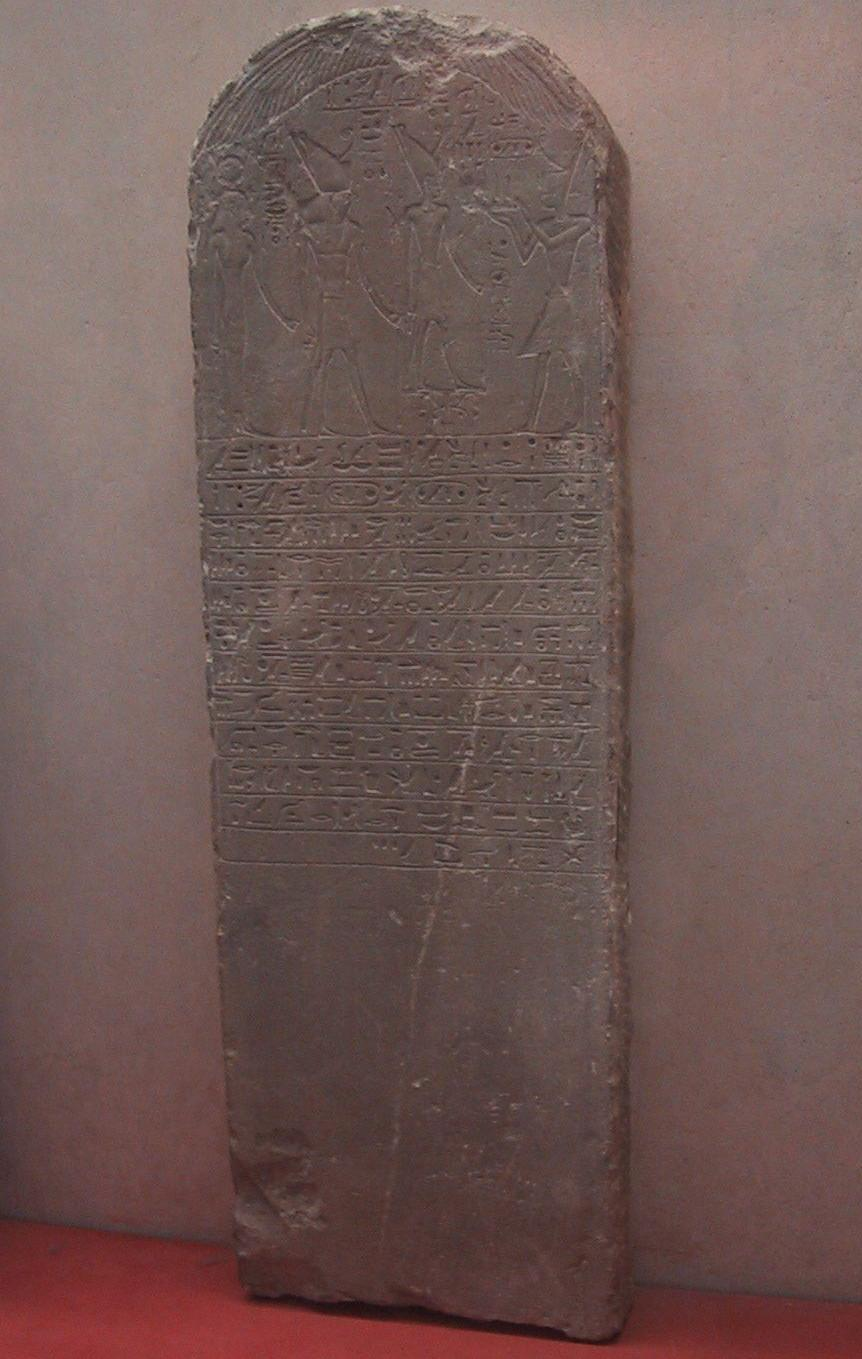
Antica stele con la triade di Dendera incensata dal sovrano defunto
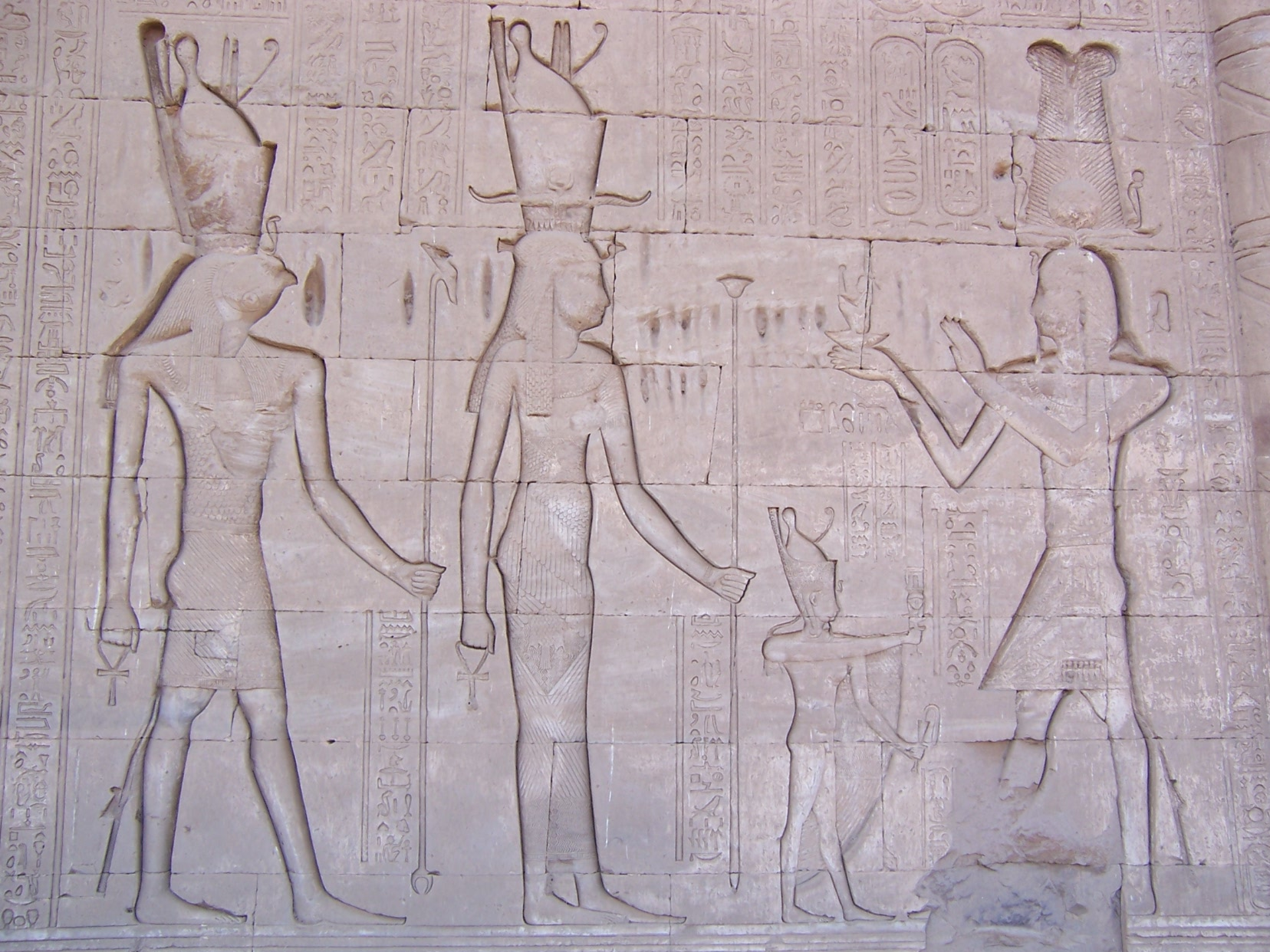
La triade di Dendara riceve l'offerta dal sovrano defunto
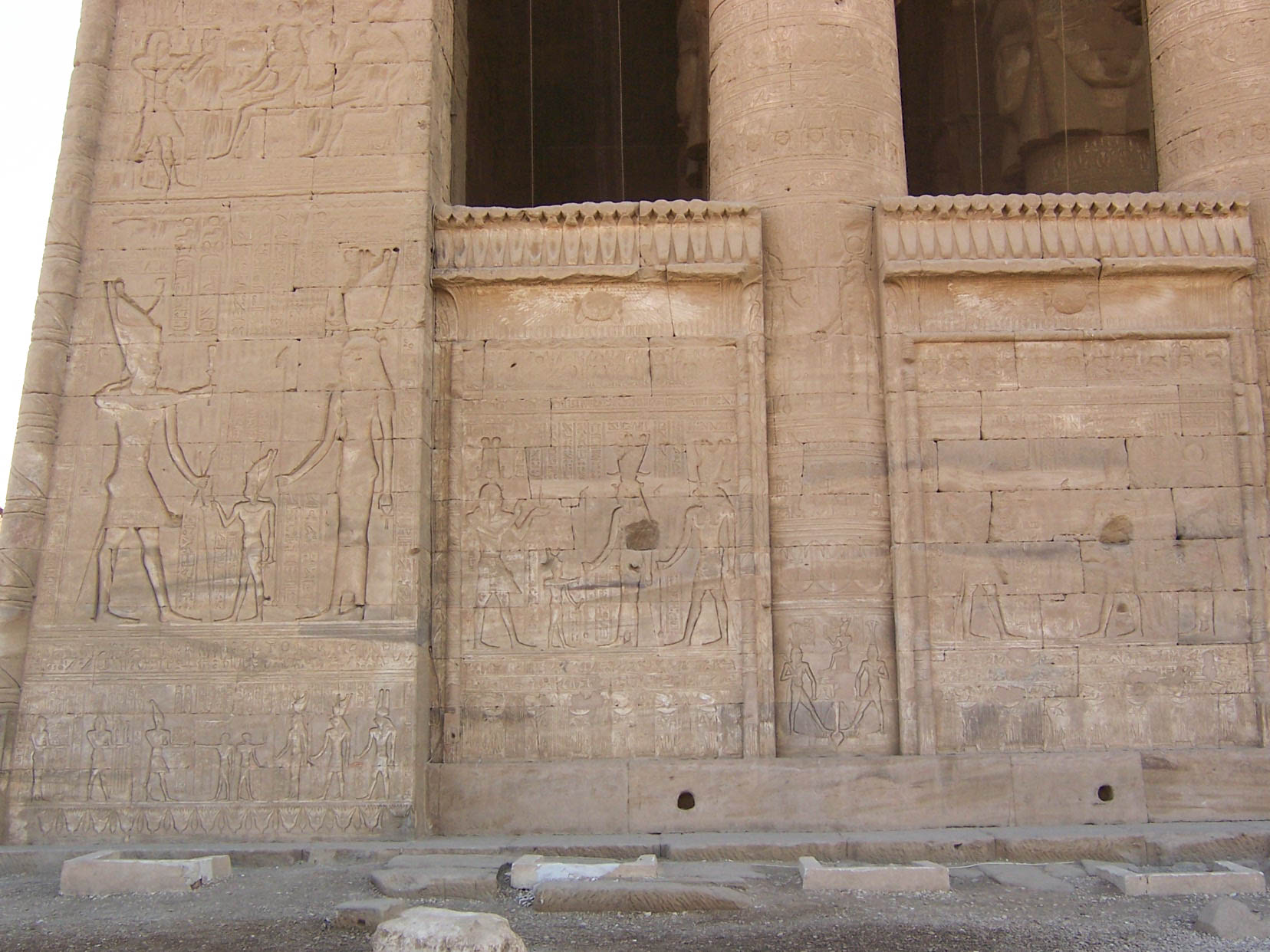
Raffigurazioni della triade
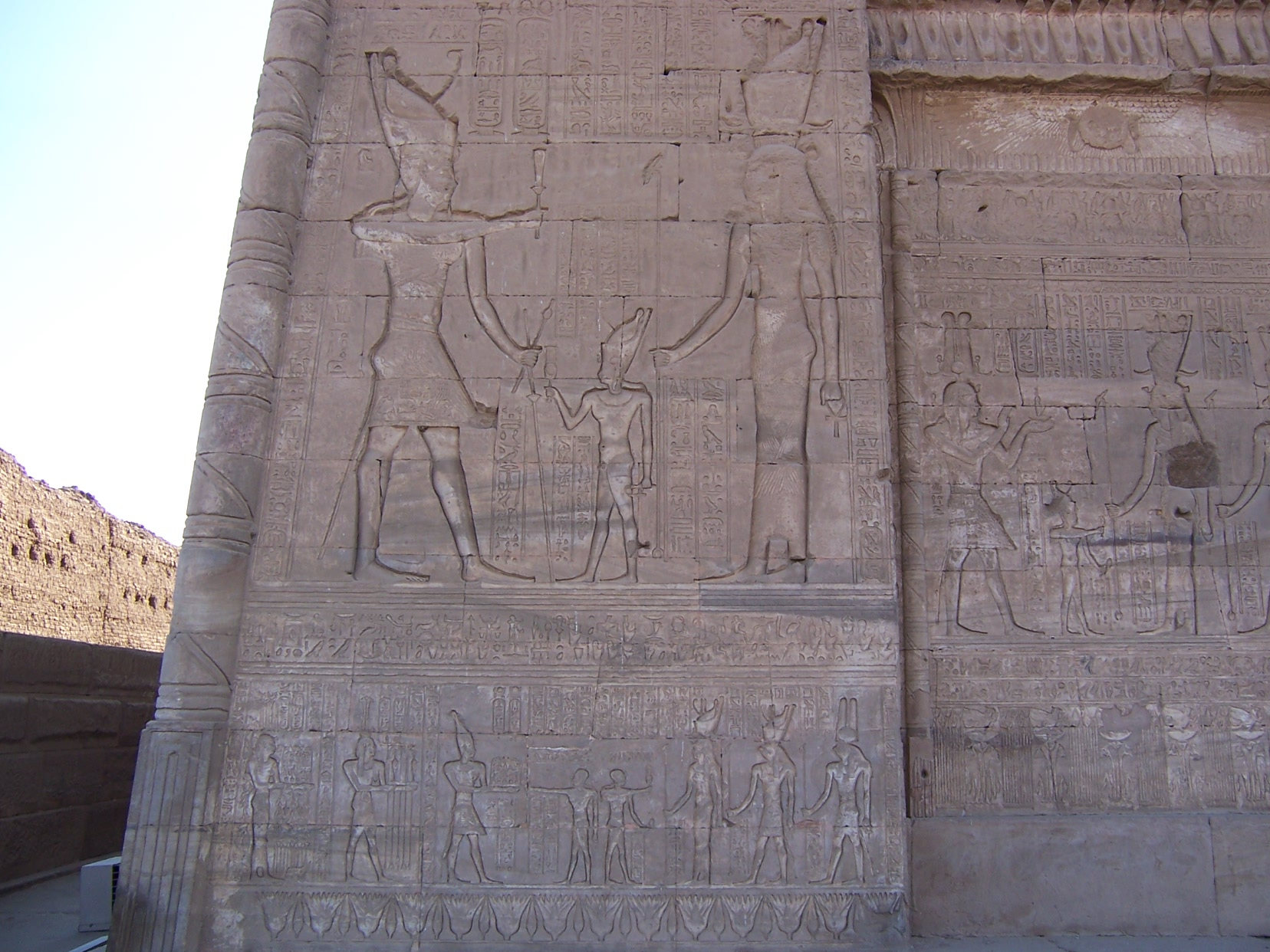
Particolare con triade
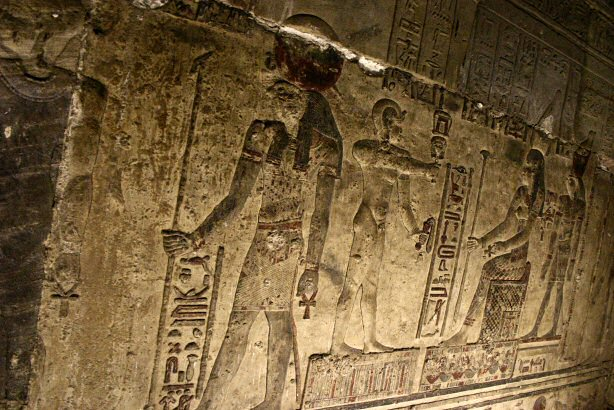
Ra-Harakhti con disco solare, Harsomtus con sistro, Hathor con uadj e Horus con pschent